# 알렉산더르 찬코프

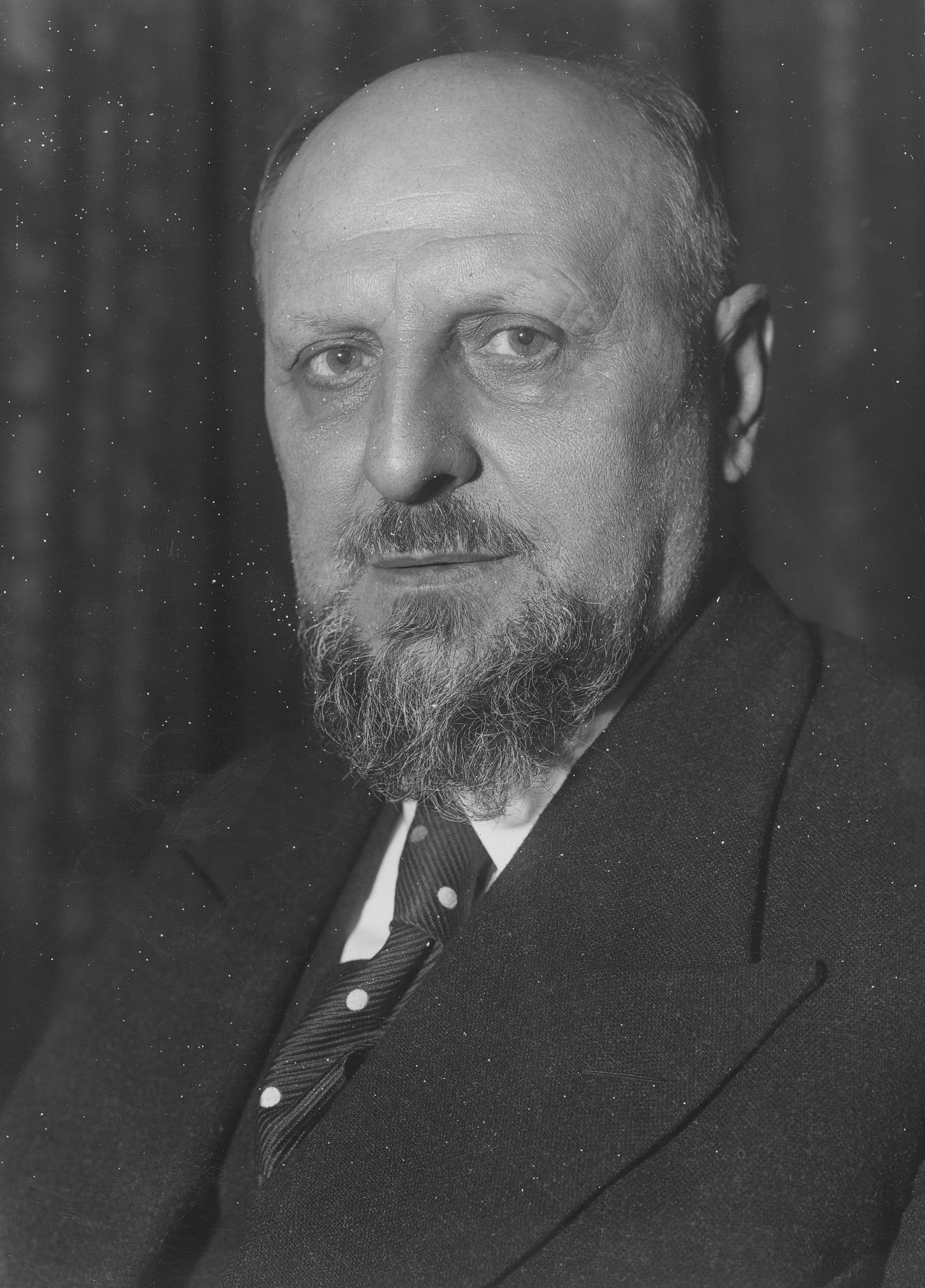
알렉산다르 찬코프

알렉산더르 촐로프 찬코프(불가리아어: Александър Цолов Цанков, 1879년 6월 29일~1959년 7월 27일)는 전간기 당시 불가리아의 정치인이다.

## 같이 보기
- 적색 테러